# Spider-Man 2 (jogo eletrônico)
Spider-Man 2 é um jogo eletrônico de ação-aventura lançado pela primeira vez em 28 de junho de 2004 para Game Boy Advance, Game Cube, PlayStation 2, Xbox e Microsoft Windows e posteriormente para N-Gage, PlayStation Portable e Mac OS X, no qual o jogador controla o super-herói Homem Aranha, da Marvel Comics. O enredo se baseia no filme de mesmo nome, e o jogo tem a participação dos atores do filme. O jogo foi modelado no estilo de Grand Theft Auto, ou seja, há uma cidade inteira para se explorar livremente. Na verdade, apenas as ilhas de Manhattan, Roosevelt, Ellis e da Liberdade estão disponíveis, e o jogador naturalmente não utiliza veículos para se locomover, embora ele possa lançar uma teia em um helicóptero e deixar-se ser levado pela cidade (é assim que se chega às ilhas Ellis e da Liberdade, já que o herói não pode nadar).
O jogador pode escolher entre seguir o enredo do jogo ou apenas passear pela cidade. Quando passeia pela cidade, ele pode ativar pequenas missões que envolvem ajudar civis das mais diferentes maneiras: impedindo assaltos de bolsas e lojas, perseguindo criminosos, terminando com brigas, frustrando roubos, salvando pessoas pela cidade de várias maneiras, etc. Essas missões possibilitam a acumulação de Hero Points ("Pontos de Herói"), que são necessários para avançar no enredo e para "comprar" aprimoramentos e novos golpes. Além do vilão principal, Doutor Octopus, outros Vilões clássicos do Aranha aparecem, como Shocker, Rino, Mystério e Calypso. Gata Negra, uma aliada, também aparece.

## Jogabilidade
O jogo foi desenvolvido de modo que a experiência de controlar o Homem-Aranha ficasse mais próxima da realidade. Como não há limite de altura ou de espaço (dentro de Manhattan e as ilhas próximas), o jogador pode passear pela cidade como o herói faz nos filmes, pulando de teia em teia, realizando saltos, piruetas e escaladas.
Os combates também foram aprimorados. Embora o jogador só tenha um botão de ataque e outro que lança teias, existem inúmeras combinações possíveis resultando em diversos combos (a maioria deve ser comprada com os hero points). Com a teia, o jogador pode desarmar inimigos ou até lançá-los no ar, atingindo outros adversários.
Há também os Spider Reflexes (Reflexos de Aranha), que são recarregados conforme o jogador realiza saltos vertiginosos ou sua cabeça brilha. A cabeça do Aranha brilha cada vez que um ataque próximo é avisado pelo seu Sentido de Aranha. Se o jogador desviar com sucesso, a barra dos reflexos se enche. Essa barra serve para ativar os reflexos, e assim o jogo desacelera, deixando espaço para o herói combater os inimigos com mais facilidade, utilizando ainda mais combos. Contudo, mesmo que com a barra cheia, esse modo de luta só dura alguns segundos.

## História
No enredo do jogo, que se baseia no do filme, Homem-Aranha tenta equilibrar sua vida de herói e de humano normal, sempre se atrasando para a universidade, o trabalho e o encontro com os amigos. Após um jantar com Mary Jane Watson, Peter Parker impede um roubo ao museu, e persegue uma suposta ladra, Gata Negra. Depois, ele combate Rino, que atacava a cidade. Enquanto isso, Doutor Otto Octavious tenta recriar uma fusão nuclear semelhante à do Sol para tentar criar uma fonte de energia para a cidade. Para manipular a fusão, ele cria quatro braços de metal que ele pode controlar com o cérebro. Sua fusão cria um forte campo magnético, destruindo o laboratório, matando sua esposa Rose, e destruindo o dispositivo que impedia os braços de terem vida própria. Ele culpa o Homem-Aranha pelo acidente.
Octavious, agora conhecido como Dr. Octopus, sequestra Tia May após invadir um banco com um pequeno exército de homens lançadores de explosivos, mas ela é salva pelo Aranha. Enquanto isso, Quentin Back tenta provar que o herói é uma fraude e o desafia para uma série de jogos. Homem-Aranha vence, e mais tarde Quentin assume a forma de Mystério, atacando jornalistas durante uma coletiva com a imprensa, e mandando os seus "OVNIs" invadirem a Estátua da Liberdade. Ambos os ataques são frustrados pelo Homem-Aranha, sem vítimas fatais.
Quando Shocker ressurge na cidade, Homem-Aranha e Gata Negra se unem para combatê-lo, já que o criminoso planejava usar um experimento em um galpão para aumentar os seus poderes. Enquanto isso, Mysterio é derrubado com apenas um soco do Homem-Aranha enquanto roubava uma loja de conveniência, revelando sua identidade secreta de Quentin Beck. A Gata Negra então leva o herói para uma comercialização ilegal de armas, onde eles combatem alguns criminosos.
Dr. Octopus sequestra Mary Jane e obtém um pouco de Trítio de Harry Osborn para energizar sua próxima fusão em troca do Homem-Aranha. Após uma luta em cima de um trem, Octopus derruba o herói e o leva para Harry. Peter revela sua identidade para seu amigo e parte em busca de sua amada. O reator nuclear é desligado, e o cientista volta à sua mentalidade normal, e decide se sacrificar para destruir o reator. No dia seguinte, Mary Jane faz uma visita-surpresa a Peter e diz que não quer viver longe dele, pelo contrário, vai apoiá-lo em sua vida de super-herói. Sentindo se renovado, o herói continua a defender a cidade.

### Versão para PC
A versão para PC é muito diferente da versão para consoles. Nessa versão, há um limite de altura e apenas alguns bairros (ausentes na versão de consoles) podem ser explorados. Para cruzar a cidade, o jogador deve lançar suas teias em ícones que flutuam no ar. Não há tantos combos e possibilidades de ataques.
O enredo começa com uma cutscene mostrando como Doutor Octavious falha na sua experiência e se torna Dr. Octopus, semelhantemente à versão de consoles. Em seguida, um tutorial narrado por Bruce Campbell orienta o jogador nos controles de jogo.
Depois do turorial, uma van é mostrada fugindo da polícia. Ela bate, e dois criminosos saem. Homem-Aranha os derruba, mas a van é levada para a Prisão de Segurança Máxima de Nova Iorque, onde uma rebelião acontece. O herói derrota vários fugitivos, mas Rino surge e ataca. A polícia consegue prendê-lo numa espécie de "ringue" limitado por lasers. Lá dentro, ele é derrotado pelo Homem Aranha. Antes de ser derrotado totalmente, Rino escapa do ringue, mas choca-se contra um posto de gasolina que explode. Enquanto Homem-Aranha se preocupa com o fogo, Dr. Octopus seqüestra o corpo de Rino.
Mais tarde, Peter Paker e a Tia May estão no banco. Enquanto ele vai para o banheiro, o vilão principal e seus capangas invadem o lugar. Peter põe sua fantasia e caça os ladrões, libertando reféns e confrontando Doc Ock no cofre. Eles lutam, mas o vilão escapa com o dinheiro. Como a Tia May é seqüestrada pelos ladrões, Peter deve focar nela em vez de ir atrás do Dr. Octopus. Ele persegue a van para onde levaram sua tia e a resgata.
No dia seguinte, enquanto Peter e Mary Jane passeiam, o carro dela é roubado, e eles testemunham o veículo sendo levado. Peter diz que vai chamar a polícia, mas põe sua roupa e caça o carro como Homem-Aranha. O carro pára em uma garagem onde o herói enfrenta Puma, um clássico vilão felino. Homem-Aranha persegue Puma através de um galpão, uma praça e finalmente um prédio em construção, onde a luta termina. Contudo, logo se vê que a luta era apenas uma distração para que Doc Ock seqüestrasse Mary Jane. Peter prende Puma em um guindaste e liga para sua amada, mas já é tarde.
O vilão decide atacar a OsCorp. Homem-Aranha vai atrás para frustrar os planos dele, mas tem de salvar cientistas e civis, derrubar capangas e desarmar bombas espalhadas pelo laboratório. Quando chega a uma sala especial, o herói se defronta com Rino, e o derrota deixando que ele se choque com geradores de energia. Como isso não bastasse para derrubar o vilão, Homem-Aranha usa tanques de nitrogênio líquido em outra sala para congelar o vilão e imobilizá-lo definitivamente.
Quando o herói deixa o prédio, ele percebe que toda a cidade foi literalmente arrancada do chão e flutua milhares de metros acima do chão. Tudo isso é uma ilusão criada por Mystério. O herói destrói os geradores de energia que criam a ilusão, assim como vários robôs do vilão, antes de enfrentá-lo. O vilão, que flutua, leva os pedaços da cidade para mais alto ainda, para além da estratosfera, e é derrubado pelos meteoros que Homem-Aranha atira nele, meteoros esses que foram usados contra o próprio Aranha. Mas o vilão não foi derrotado ainda. De uma máquina gigante, ele dispara lasers contra o herói, mas acaba sendo derrubado do mesmo jeito. Assim, a realidade virtual é desfeita e a cidade volta ao normal.
O herói então parte para sua batalha final com Dr. Octavious. Ele enfrenta vários capangas em uma estação de trem, de onde sai em cima de um vagão e combate Doc Ock e os objetos que o cientista atira. Depois que o trem descarrila perto de um galpão, o herói continua caçando o vilão, enfrentando outros capangas. Ele finalmente chega ao seu objetivo, salva sua amada, derrota o vilão e desativa o reator.

## Personagens/Atores
- Homem-Aranha/Peter Parker (dublado por Tobey Maguire)
- Mary Jane Watson (dublada por Kirsten Dunst)
- Dr. Otto Octavius/Dr. Octopus (dublado por Alfred Molina)
- Gata Negra (dublada por Holly Fields)
- Rino/Alex O'Hirn (dublado por John DiMaggio)
- Shocker/Herman Schultz (dublado por Michael Beattie)
- Mysterio/Quentin Beck (dublado por James Arnold Taylor)
- Calypso (dublada por Angela V. Shelton)
- Harry Osborn (dublado por Josh Keaton)
- J. Jonah Jameson (dublado por Jay Gordon)
- Tia May (dublada por Mindy Sterling)
- Betty Brant (dublada por Bethany Rhoades)
- Robbie Robertson (dublado por Jeff Coopwood)
- Dr. Curt Connors (dublado por Joe Alaskey)
- Puma (versões do PC e GBA, dublado por Dee Bradley Baker)
- Narrador (dublado por Bruce Campbell)